# Forze armate del Messico
Le forze armate del Messico (in lingua spagnola Fuerzas Armadas de México) sono le forze armate messicane.

## Struttura
Sono formate da tre rami distinti: Ejército Méxicano (esercito terrestre), Armada de México (marina militare) e Fuerza Aérea Mexicana (aeronautica militare).
Sono sotto il comando in capo del Presidente della Repubblica, che li coordina attraverso il Segretariato della Difesa Nazionale per l'esercito e aeronautica militare e il Segretariato della Marina per la marina militare.

## Attività
Condividono la missione di difendere l'integrità, l'indipendenza e la sovranità del Messico; oltre a garantire la sicurezza interna, assistere e proteggere la popolazione e realizzare opere sociali mirate allo sviluppo del Paese, specificamente la Marina ha una missione per proteggere il territorio marittimo e i cittadini messicani in alto mare. Sono impegnate nella guerra messicana della droga, nonché nel supporto logistico ad altri Stati per altre operazioni.